# 단성고등학교
단성고등학교(丹城高等學校)는 대한민국 경상남도 산청군 단성면 강누리에 있는 공립 고등학교이다.

## 학교 연혁
- 1970년 3월 19일 : 단성실업고등학교로 개교
- 1977년 1월 1일 : 단성종합고등학교로 교명 변경
- 1998년 3월 1일 : 단성고등학교로 교명 변경
- 2007년 3월 1일 : 특수학급 1학급 인가(전체 10학급)
- 2016년 2월 1일 : 보통과 9, 특수학급 1 전체 10학급 인가
- 2023년 1월 3일 : 제51회 졸업식(졸업생 34명, 총누계 8,141명)
- 2023년 3월 1일 : 제22대 박우건 교장 부임
- 2023년 3월 2일 : 2023학년도 입학(입학생 47명)

## 참고 자료
- 단성고등학교 - 한국교육학술정보원 학교알리미